# STAY or SHINE
『STAY or SHINE』（ステイ・オア・シャイン）は、Skoop On Somebodyが2008年3月19日に発売した8枚目のオリジナル・アルバム。

## 概要
約2年ぶりのオリジナル・アルバム。
バラード三部作と呼ばれた「さよならが生まれた場所」「アンセリウム」「Shining Days」が収録されたがカップリング曲は未収録。
初回生産限定盤は三方背BOX、ボーナス・トラック、DVD、スペシャル・ブックレットが付属。
ジャケットのアートワークは、ヘルスメーターを模している。

## 収録曲
1. Shining Days
  - 作詞・作曲：市川喜康　編曲：本間昭光
2. SPLASH
  - 作詞：S.O.S.　作曲：KO-HEY　編曲：中野雅仁
3. Brown Eyed Soul feat. JIN
  - 作詞：TAKE　作曲：S.O.S.　編曲：KO-HEY
4. All For Love〜愛こそすべて〜 (Skoop On Somebody + The Real Group)
  - 作詞・作曲：シライシ紗トリ・Anders Edenroth（The Real Group）　編曲：シライシ紗トリ
5. Interlude〜SOS〜
  - 作曲・編曲：KO-ICHIRO
6. さよならが生まれた場所
  - 作詞:S.O.S.・miwa furuse　作曲：miwa furuse　編曲:S.O.S.・家原正樹・miwa furuse
7. アンセリウム
  - 作詞：TAKE　作曲：都志見隆　編曲：十川知司
8. Going
  - 作詞：小林夏海・TAKE　作曲：KO-HEY　編曲：S.O.S.
9. Dear
  - 作詞：TAKE　作曲：KO-ICHIRO・冨田恵一　編曲：冨田恵一
10. Fly
  - 作詞・作曲：TAKE　編曲：太田貴之
11. Set me free
  - 作詞：古内東子　作曲・編曲：KO-ICHIRO
12. To You
  - 作詞：成本智美・TAKE　作曲：成本智美　編曲：澤野弘之
13. STAY OR SHINE
  - 作詞：TAKE　作曲・編曲：KO-ICHIRO
14. No Make de On The Bed (from 2007 Best Hit SOS Live!)
  - 作詞・作曲・編曲：SKOOP
  - 初回生産限定盤のみボーナス・トラック

### 初回生産限定盤DVD
1. Nice'n Slow Jam Night@新宿コマ劇場 (2007/10/27)〜special edition II〜
  1. if　作詞・作曲・編曲：S.O.S.
  2. ama-oto　作詞・作曲：S.O.S.　編曲：西平彰・S.O.S.
  3. Nice'n Slow　作詞・作曲・編曲：SKOOP
2. Shining Days (Video Clip)
3. Member Massage